# Proxima Centauri b
Proxima Centauri b ou simplement Proxima b,, est une exoplanète probablement tellurique, d'une masse minimale de 1,3 masse terrestre, en orbite dans la zone habitable de l'étoile naine rouge Proxima Centauri, qui est la plus proche étoile du Soleil et qui fait partie d'un système stellaire triple,. Elle est approximativement localisée à 4,2 années-lumière (1,3 parsecs, 40 000 milliards de kilomètres, ou 265 000 UA) de la Terre dans la constellation du Centaure, ce qui fait d'elle l'exoplanète la plus proche du système solaire connue à ce jour.

## Découverte

Conférence de presse, le 24 août 2016 à au quartier-général de l'ESO à Garching (Allemagne), pour annoncer la découverte de Proxima Centauri b.
De gauche à droite : S. Pete Worden, Guillem Anglada-Escudé, Pedro J. Amado et Ansgar Reiners.

La découverte de la planète par l'équipe du projet Pale Red Dot est officiellement annoncée par l'Observatoire européen austral le 24 août 2016. Au moment de sa découverte, il s'agit de l'exoplanète connue la plus proche de la Terre. L'existence d'une planète de type super-Terre à plus grande période ne peut pas être exclue.

## Caractéristiques

### Masse

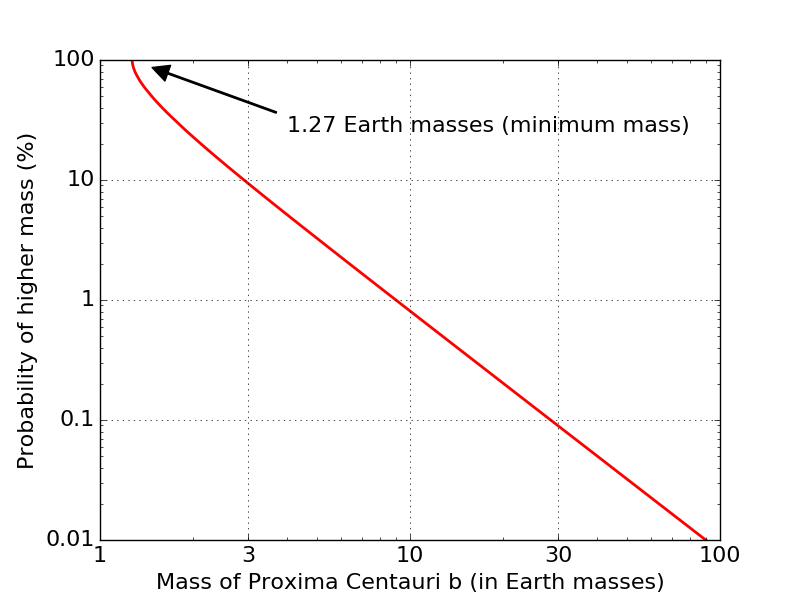
Graphique avec en abscisse la masse de Proxima Centauri b et en ordonnée la probabilité associée.

La planète a une masse minimale environ 30 % supérieure à celle de la Terre. La planète ayant été détectée uniquement par la méthode des vitesses radiales, seule sa masse minimale est connue à l'heure actuelle : selon l'inclinaison de son orbite, encore inconnue, par rapport à notre ligne de visée, la vraie masse pourrait être plus grande. Elle a cependant une grande probabilité d'être assez proche de cette masse minimale : la vraie masse a en effet 87 % de chance d'être inférieure à deux masses terrestres et 96 % de chance d'être inférieure à cinq masses terrestres.

### Rayon
La masse minimale suggère une composition rocheuse mais sa densité reste inconnue. Selon celle-ci, le rayon de la planète pourrait être compris entre 0,8 et 1,4 rayon terrestre. Avec une masse volumique semblable à celle de la Terre (soit environ 5,51 t⋅m−3), son rayon serait 10 % supérieur à celui de la Terre. Mais Proxima Centauri b pourrait être plus grande si sa densité était plus faible ou si la vraie masse s'avérait supérieure à la masse minimale.

### Océan
Une théorie[réf. nécessaire] voudrait que Proxima b soit entièrement recouverte d'eau. Dans ce cas, il se pourrait, dans l'hypothèse probable de la rotation synchrone, c'est-à-dire que la planète serait tellement proche de son étoile qu'elle lui montrerait toujours la même face, qu'une partie de la planète soit recouverte de glace.
Un modèle de simulation récent prenant en compte la circulation globale océanique de la planète et sa circulation atmosphérique globale propose que la forme globale de la région libre de glace soit celle d'un "homard". Comme l'eau conduit la chaleur, l'océan la conduirait aussi et une portion de l'océan libre serait dans la zone où l'étoile Proxima Centauri ne paraitrait jamais, c'est-à-dire la zone d'ombre.

### Orbite

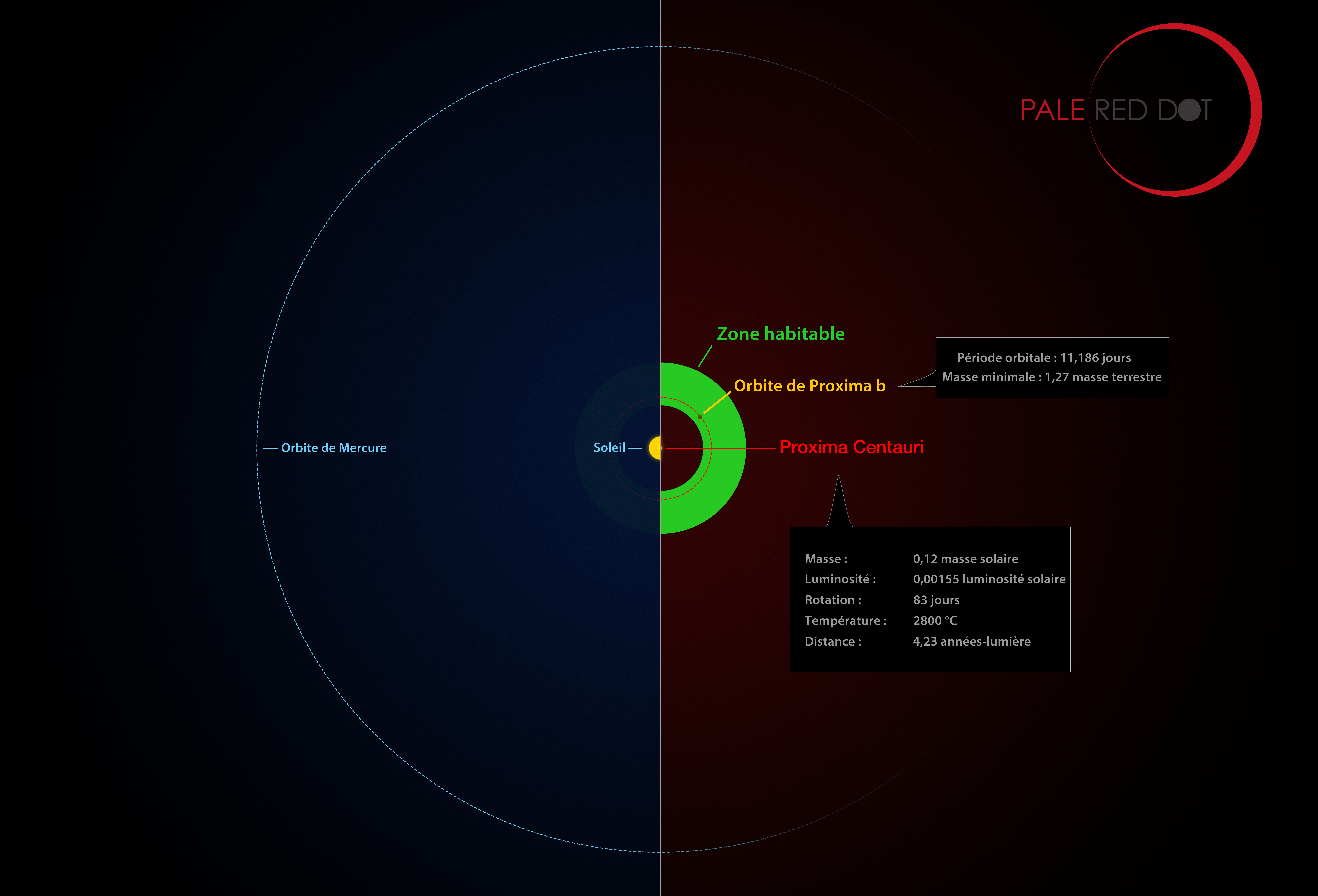
Orbite de Proxima Centauri b autour de son étoile, en comparaison avec le système solaire.

La période orbitale de Proxima Centauri b est d'environ 11,186 jours terrestres. La connaissance de la masse de l'étoile hôte permet d'utiliser la troisième loi de Kepler et de trouver un demi-grand axe de 0,05 ua. Ainsi, la Terre est 20 fois plus éloignée du Soleil que Proxima Centauri b l'est de son étoile hôte. En comparaison, l'orbite de la planète la plus proche du Soleil, Mercure, a un demi-grand axe de 0,39 ua environ.

### Formation
Il semble peu probable que Proxima Centauri b se soit formée à sa distance actuelle de son étoile. Ceci implique, soit qu'elle s'est formée ailleurs d’une façon indéterminée, soit que le modèle actuel de formation des planètes doit être revu.

## Habitabilité

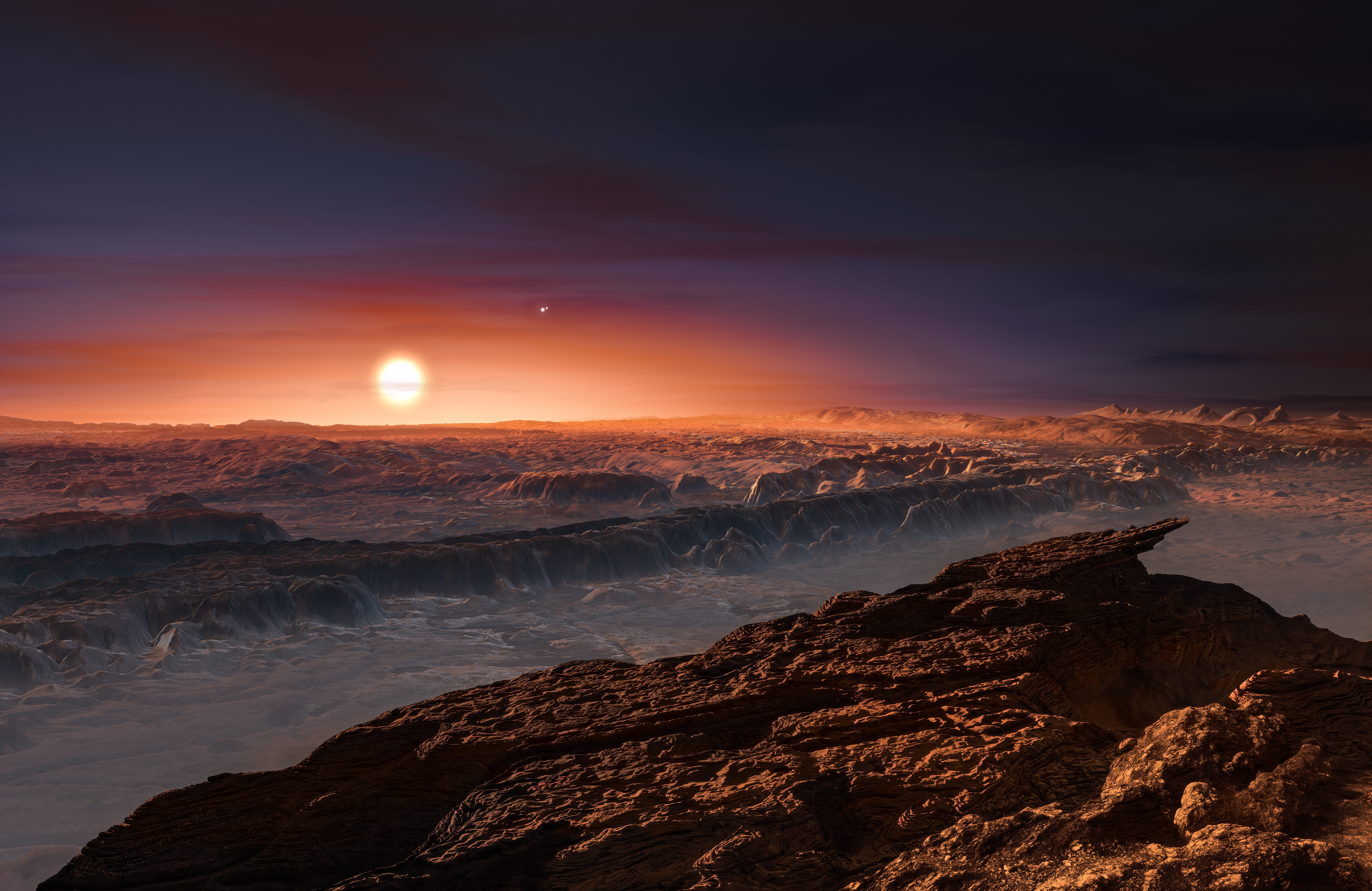
Vue d'artiste de la surface de Proxima Centauri b. La température y régnant pourrait permettre la présence d'eau liquide en surface.

Malgré sa grande proximité avec son étoile (plus proche que Mercure du Soleil), Proxima Centauri b se situe dans la zone habitable, du fait de la faible luminosité de la naine rouge (environ 0,17 % de celle du Soleil). La température à sa surface permet donc d'envisager la présence d'eau liquide en surface, considérée comme un élément essentiel à l'habitabilité d'une planète.
Néanmoins, l'étoile étant active, cette proximité implique que la surface de la planète reçoit une forte quantité de rayonnements ultraviolet et X de la naine rouge (400 fois plus de rayons X que sur Terre), ce qui pourrait avoir fortement érodé l'atmosphère éventuelle de la planète et rendrait difficile le développement de la vie (dans l'hypothèse où la planète n'aurait pas de champ magnétique puissant).
Par ailleurs, étant donné l'âge du système et la proximité entre l'étoile et la planète, il est probable que celle-ci soit verrouillée gravitationnellement : autrement dit, une même face serait toujours exposée à l'étoile, y entraînant des températures élevées, potentiellement incompatibles avec la présence d'eau liquide, tandis que la face opposée se trouverait au contraire en permanence dans l'obscurité et le froid. Des régions habitables pourraient cependant exister entre ces deux zones extrêmes, au niveau du terminateur, c'est-à-dire de la ligne fictive séparant les faces éclairée et non éclairée : les températures y seraient en effet intermédiaires et pourraient permettre la présence d'eau liquide à la surface,. De plus une atmosphère suffisamment épaisse serait capable d'agrandir des régions habitables en opérant des transferts thermiques d'une face à l'autre de la planète.
- Simulations numériques des températures de surface de Proxima Centauri b[n 2].
- Avec un verrouillage gravitationnel.
- En résonance 3:2.

## Implications
La proximité de cette exoplanète pourrait permettre d'affiner les informations disponibles sur cette planète par « imagerie directe et spectroscopie haute résolution dans les prochaines décennies et peut-être une exploration robotique dans les siècles à venir » selon les auteurs de l'article de la découverte. Elle pourrait ainsi être visitée par le projet Breakthrough Starshot, en seulement une vingtaine d'années après lancement des sondes.